# Манавгат (река)
Манавгат (тур. Manavgat Nehri) или Мелас (греч. Melas) — река в провинции Анталья, Турция.

## География и гидрология
Исток реки находится на восточных склонах Западного Тавра. Далее Манавгат течёт на юг по твёрдым обломочным породам среди каньонов. В каньонах река подпитываются подземными источниками. После водопада Манавгат протекает по прибрежной равнине и в 3 км восточнее одноимённого города впадает в Средиземное море. Расход воды в реке подвержен значительным изменениям: от минимального 36 м³/с, до максимального — 500 м³/с, средний расход воды составляет 147 м³/с. В бассейне реки имеется много пещер, среди них пещера Алтынбесик, открытая геологом, профессором Темучином Айгеном, содержащая красивые озера, сталактиты и сталагмиты.

## Населённые пункты на реке
Посёлок Синанходжа, город Манавгат.

## Гидротехнические сооружения
На реке построены две плотины. В 12 км к северу от водопада Манавгат находится плотина Оймапинар, построенная в 1984 году и образовавшая водохранилище площадью около 500 га. Южнее неё в 1987 году была построена плотина Манавгат. Образованное ею водохранилище имеет площадь 900 га.

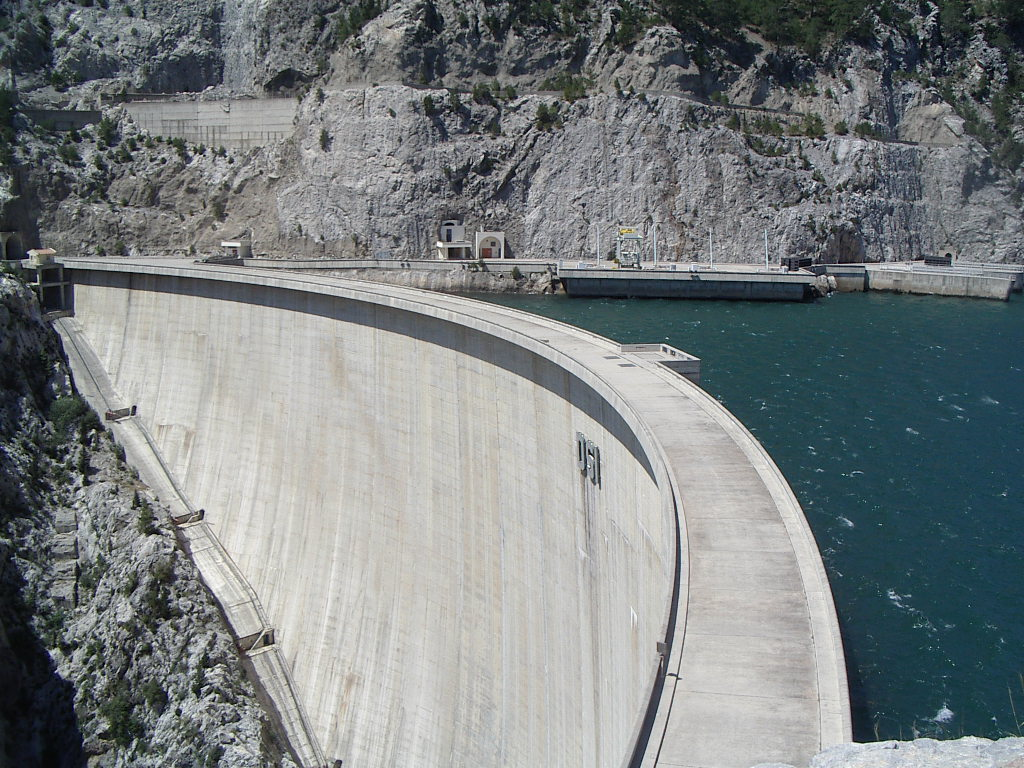
Плотина Оймапинар
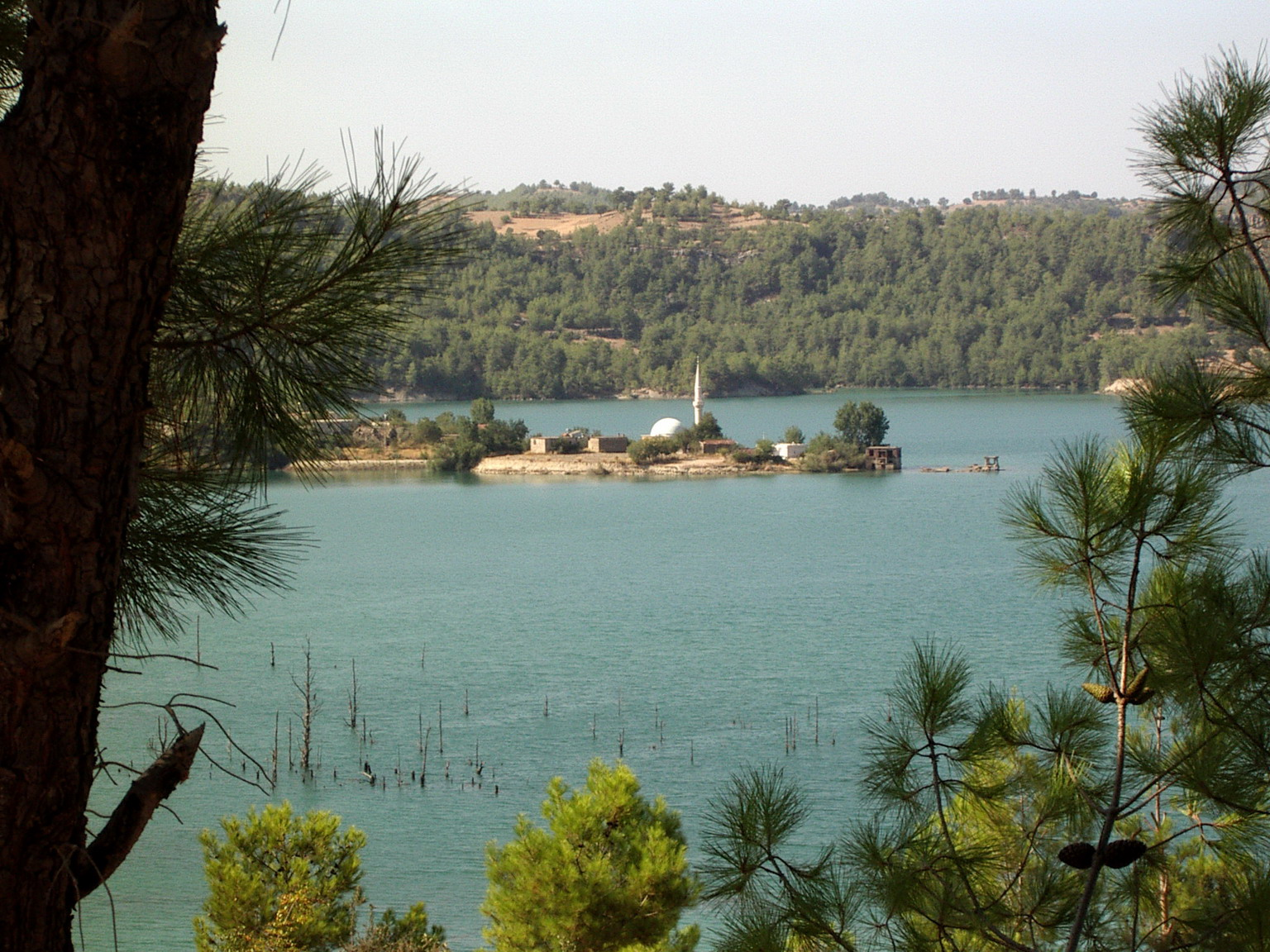
Водохранилище у плотины Манавгат
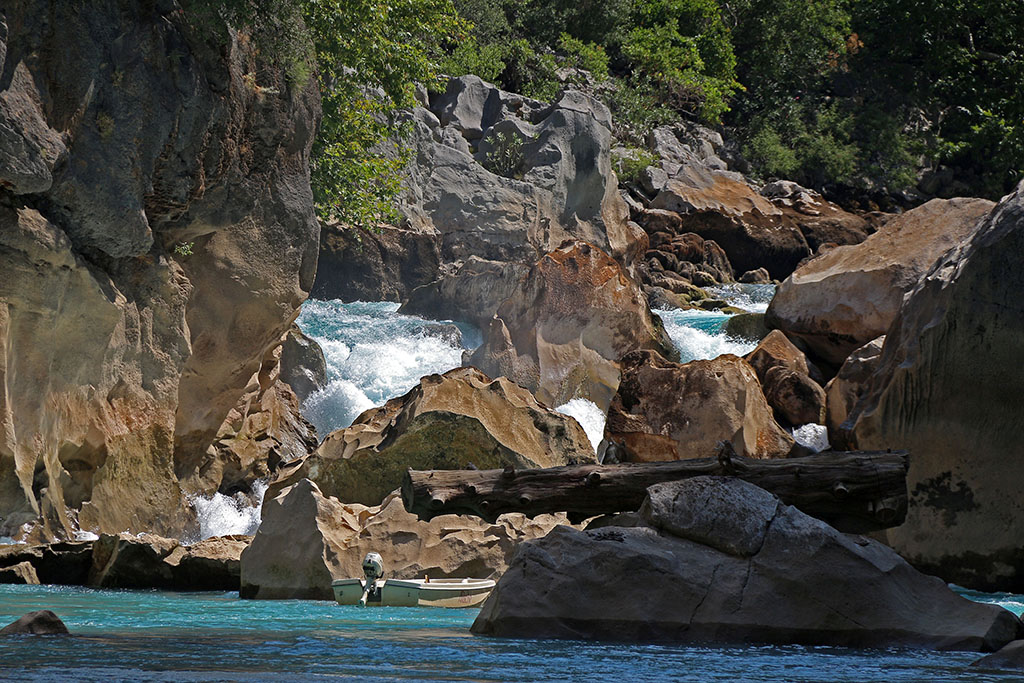
Река Манавгат впадает в водохранилище Оймапинар
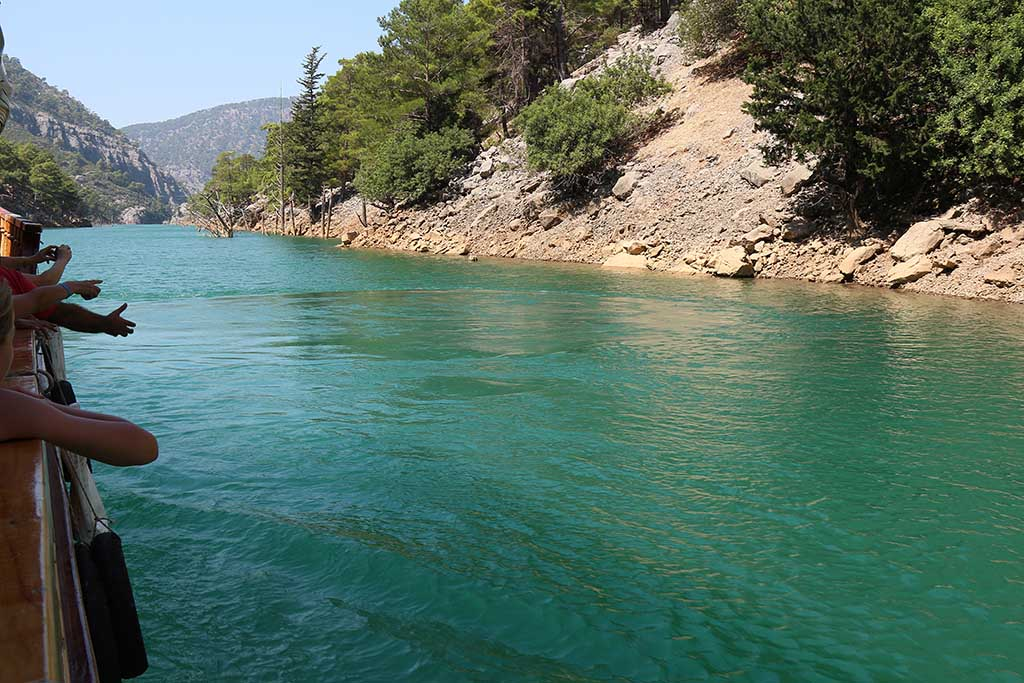
Ключ на водохранилище Оймапинар